# Åsfjord
De Åsfjord in een van de randmeren van het Vänermeer, het grootste meer van Zweden. Het ligt aan de noordwestpunt van het meer, waar het riviertje de Norsälven bij Vålberg in het grote meer uitmondt. Ook Grums ligt aan deze fjord. De Åsfjord is door een landtong gescheiden van de Kattfjord, eveneens een randmeer.